# Ecclinusa lancifolia
Ecclinusa lancifolia är en tvåhjärtbladig växtart som först beskrevs av Carl Friedrich Philipp von Martius, August Wilhelm Eichler och Friedrich Anton Wilhelm Miquel, och fick sitt nu gällande namn av Pierre Joseph Eyma. Ecclinusa lancifolia ingår i släktet Ecclinusa och familjen Sapotaceae. IUCN kategoriserar arten globalt som sårbar. Inga underarter finns listade i Catalogue of Life.